# 篦叶岩须
篦叶岩须（学名：Cassiope pectinata）为杜鹃花科岩须属下的一个种。

## 扩展阅读
- 維基物種上的相關：篦叶岩须